# Děvín (národní přírodní rezervace)
Národní přírodní rezervace Děvín je součást chráněné krajinné oblasti Pálava. Tvoří ji oblast na severu Pavlovských vrchů kolem nejvýznamnějších bradel – Děvína (550 m) a Kotle, který se v mapách nazývá Obora (483 m), mezi nimiž leží sníženina Soutěska. Rozkládá se na katastrálních územích obcí Pavlov, Horní Věstonice, Perná a Klentnice.
Důvodem ochrany jsou skalní, stepní, křovinné a lesní ekosystémy na vápencovém podkladu, které se vyznačují bohatou flórou a faunou. Vrch Děvín je významnou geologickou lokalitou s inverzí vegetačních stupňů. Z území NPR jsou známa lidská sídliště již z mladší doby kamenné, doloženo je sídliště z mladší doby bronzové, na Děvičkách stojí hrad z 13. století a poblíž vrcholu Kotle je situován Neuhaus. Mezi projevy lidské činnosti se řadí staré kamenolomy, oblast byla intenzivně zemědělsky využívána. Na vrcholu Děvína bylo vojenské signální zařízení, v roce 1976 přibyl televizní vysílač. Pro obsluhu vysílače byly zbudovány i budovy, ty ale armáda roku 2004 odstranila jako už nepotřebné.

## Geologie

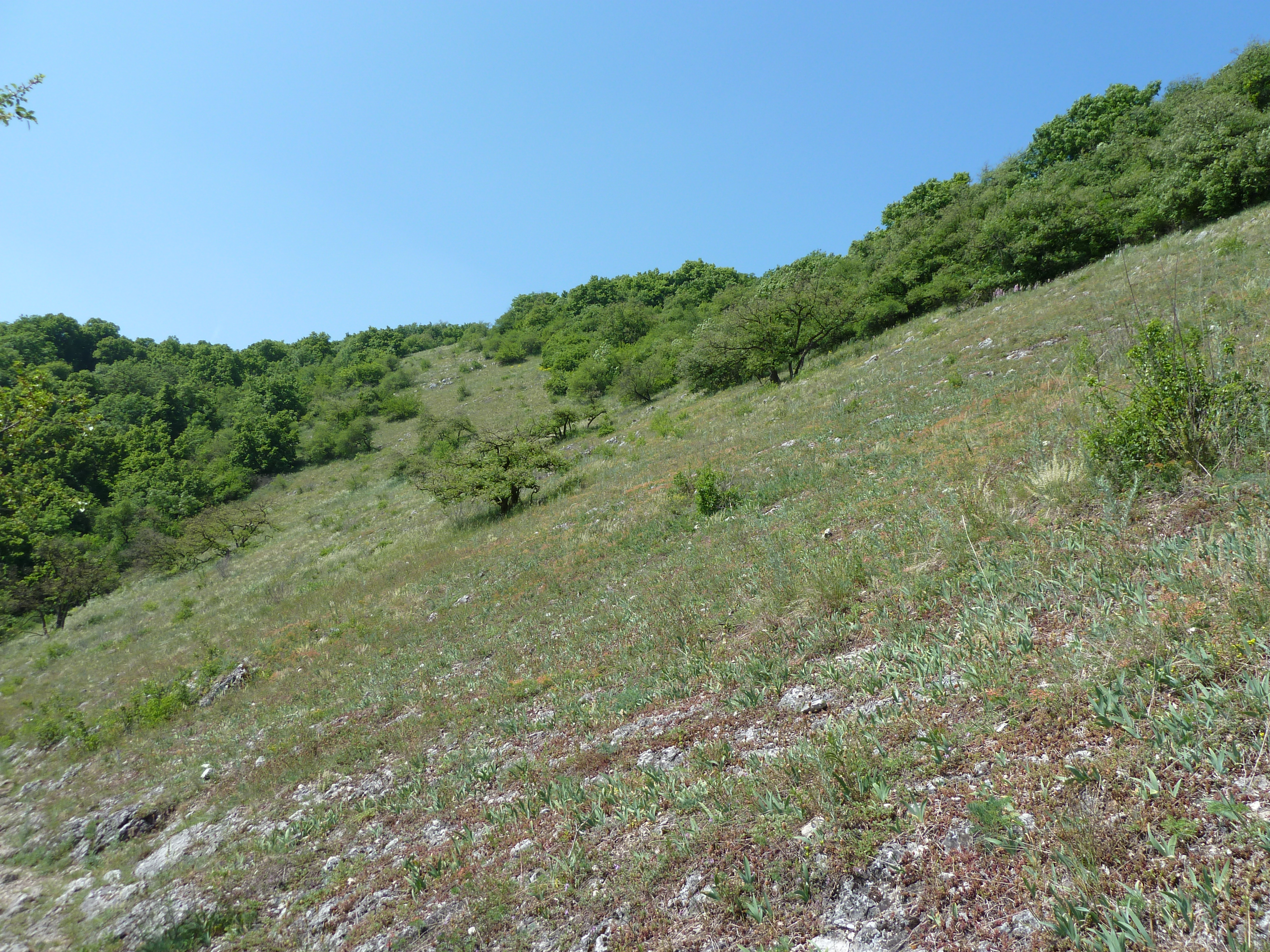
Typická skalní step v rezervaci

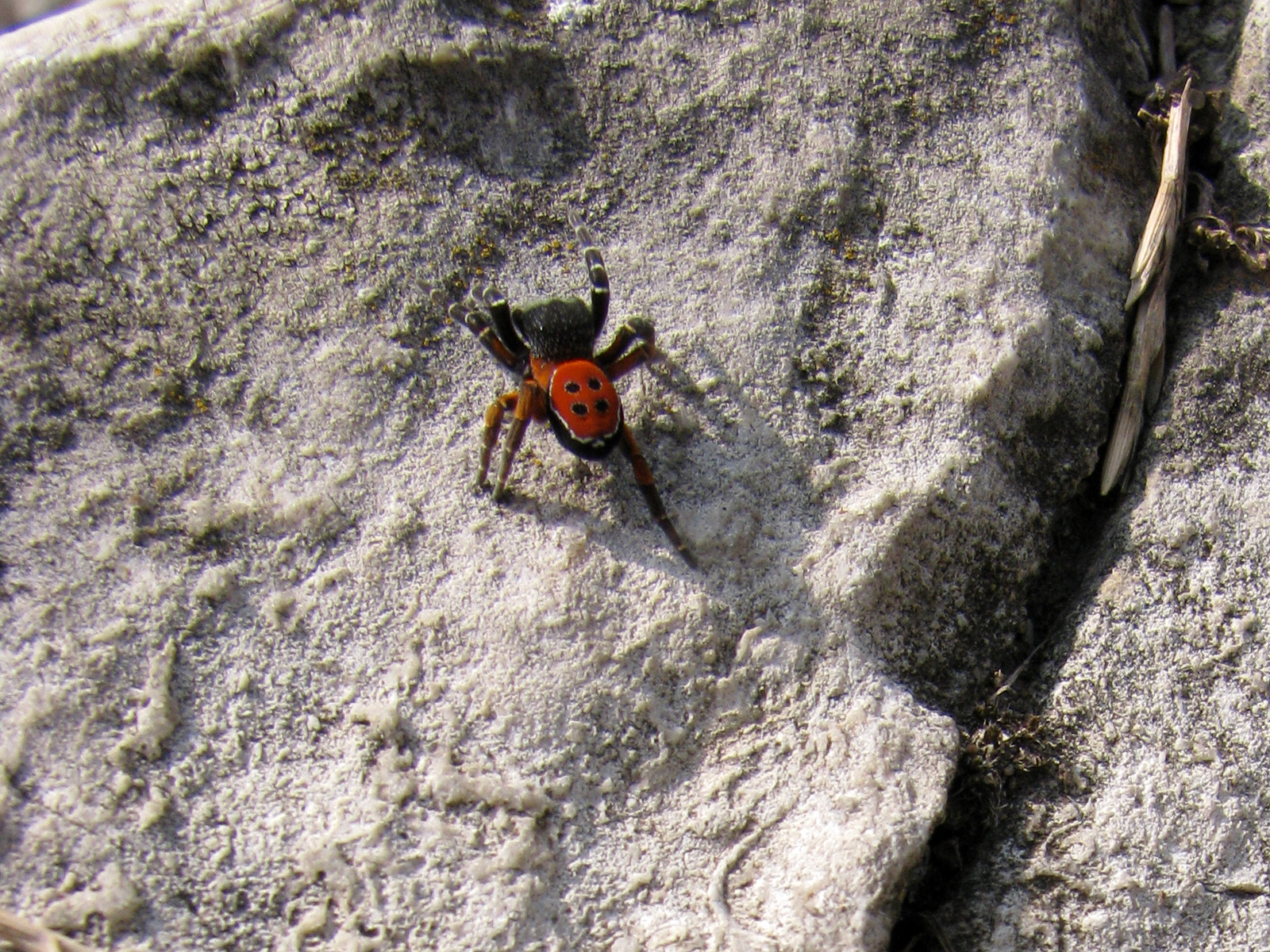
Stepník moravský na hradě Děvičky

Vrchy Děvín a Kotel (Obora) jsou nejvýznamnějšími bradly Pavlovských vrchů. Na Děvínu dvě oddělené šupiny ernstbrunnských vápenců tvoří řadu útesů a skalek, šupiny jsou odděleny vápnitými jílovci a glaukonitickými pískovci klementského souvrství a pálavského souvrství svrchní křídy. Na úbočí Děvínu jsou holocenní a pozdně glaciální souvrství s hojnou měkkýší faunou. V Soutěsce jsou zastoupeny klentnické vrstvy, a to tmavými jílovci. Na zvětralých vápencích vzniká rendzina typická a litická, dále černozem typická, spraše a pararendziny.[zdroj?]

## Flóra
Panonské dubohabřiny na severozápadním a jihovýchodním úpatí Děvína a Kotle se vyznačují jarním aspektem geofytů, jako je dymnivka nízká (Corydalis pumila), křivatec nejmenší (Gagea minima) a sněženka podsněžník (Galanthus nivalis), v teplomilných doubravách, vyznačujících se bohatým keřovým a bylinným patrem převládá dub pýřitý (Quercus pubescens). Severozápadní svahy se suťovými lesy jsou nápadné omějem vlčím pravým (Aconitum lycoctonum subsp. lycoctonum), nad nimi je pruh reliktních pěchavových lipin. Ve skalách nad Soutěskou se nachází jediná lokalita písečnice velkokvěté (Arenaria grandiflora) v ČR. Spolu s ní tu roste hvozdík Lumnitzerův (Dianthus lumnitzeri), svízel rakouský (Galium austriacum) a starček celolistý (Tephroseris integrifolia). Na jihovýchodním svahu Děvína je nejsilnější populace kosatce nízkého (Iris pumila) v Česku. Krajinným typem je tam krasová lesostep se šípákovými doubravami a suchomilnými křovinami s převládajícím dřínem jarním (Cornus mas). Ve skalních trávnících jsou zastoupeny sukulenty a jarní efeméry – netřeskovec výběžkatý srstnatý (Jovibarba globifera), bělorozchodník skalní (Sedum reflexum), rozchodník ostrý (Sedum acre), lomikámen trojprstý (Saxifraga tridactylites) a rozrazil časný (Veronica praecox).
Z území rezervace bylo dosud popsáno 630 druhů a poddruhů cévnatých rostlin, z toho 50 zvláště chráněných. Je tu jediné naleziště v ČR violky nejmenší (Viola kitaibeliana), početně nejsilnější moravská populace kosatce písečného (Iris arenaria), dále tu roste hnědenec zvrhlý (Limodorum abortivum), len chlupatý (Linum hirsutum), devaterka poléhavá (Fumana procumbens), hořec křížatý (Gentiana cruciata), kavyl Ivanův (Stipa pennata), koulenka prodloužená (Globularia bisnagarica), kozinec rakouský (Astragalus austriacus), lilie zlatohlávek (Lilium martagon), medovník velkokvětý (Melittis melissophyllum), oman oko Kristovo (Inula oculus-christi), pryskyřník ilyrský (Ranunculus illyricus), vstavač nachový (Orchis purpurea), zlatovlásek obecný (Aster linosyris) či zvonek boloňský (Campanula bononiensis). V posledních letech je velkým problémem invaze borytu barvířského (Isatis tinctoria), který se vyskytuje na více než 22 ha stepních porostů. Od roku 2016 proto Správa CHKO Pálava pořádá borytobraní - opakované ruční vytrhávání borytu, které je považováno za nejúčinnější metodu likvidace tohoto invazního druhu.

## Mykoflóra
Ze zvláště chráněných druhů byla v rezervaci zaznamenána náramkovitka žlutozelená (Floccularia straminea). Z dalších vzácných hub pět druhů hvězdovek např. hvězdovka bradavková (Geastrum corollinum) a lahvicová, žaludice lysá (Disciseda candida), ohnivec zimní (Microstoma protractum) a ohnivec jurský (Sarcoscypha jurana).

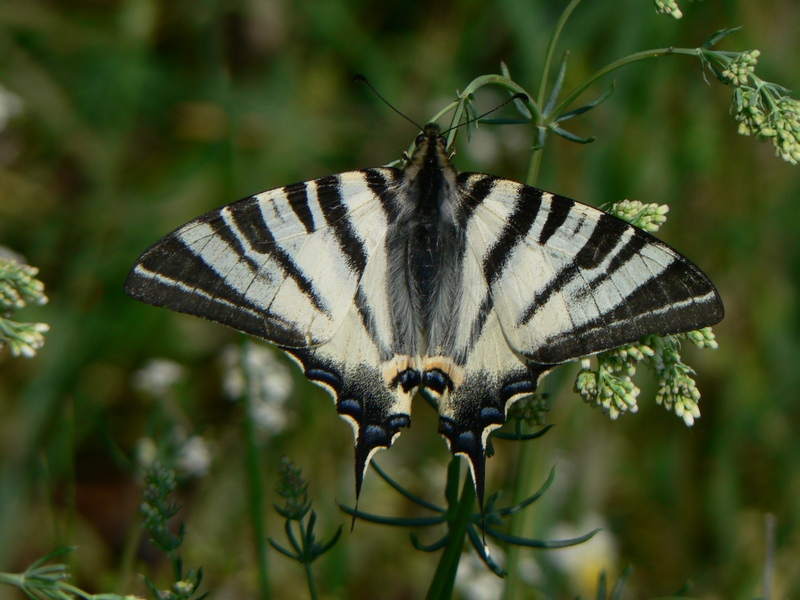
Otakárek ovocný na Děvíně

## Fauna
Na výhřevných svazích se objevuje střevlík uherský (Carabus hungaricus), saranče modrokřídlá (Oedipoda caerulescens), kudlanka nábožná (Mantis religiosa), kobylka sága (Saga pedo), jasoň dymnivkový (Parnassius mnemosyne), martináč hruškový (Saturnia pyri), vřetenuška pozdní (Zygaena laeta), osenice tmavá (Dichagyris nigrescens) – nový druh pro ČR, na severních svazích pak kovolesklec horský (Euchalcia variabilis) či osenice velká (Eurois occulta). Hojný je roháč obecný (Lucanus cervus) či výkalník vrubounovitý (Sisyphus schaefferi). Nápadně rudé samce pavouků zastupuje stepník rudý (Eresus kollari Rossi) a skákavka rudopásá (Philaeus chrysops). Křižák strakatý (Aculepeira armida) a plž drobnička žebernatá (Truncatellina costulata) tu mají jedinou lokalitu v ČR. Ještěrka zelená (Lacerta viridis), užovka hladká (Coronella austriaca) a slepýš křehký (Anguis fragilis) využívají vhodné prostředí skalní stepi. Z ptáků v rezervaci hnízdí dudek chocholatý (Upupa epops), strakapoud prostřední (Dendrocopos medius), datel černý (Dryocopus martius), žluva hajní (Oriolus oriolus), lejsek bělokrký (Ficedula albicollis) a lejsek šedý (Muscicapa striata). Na Kotli je jediné místo zimního výskytu zedníčka skalního (Tichodroma muraria). Pukliny skalních stěn jsou vhodné pro netopýra pestrého (Vespertilio murinus), dále jsou tu netopýr stromový (Nyctalus leisleri), netopýr velkouchý (Myotis bechsteinii) a netopýr černý (Barbastella barbastellus).

## Ochrana přírody
Výrazná část území dnešní rezervace byla chráněna od května roku 1946 jako přísná botanická rezervace Klauzen, zbývající část pak jako tzv. částečně chráněné území. V roce 1977 byly spojeny státní přírodní rezervace (SPR) Děvín, SPR Kotel a SPR Soutěska v jeden celek, území bylo rozšířeno o západní a jihozápadní úbočí kopce Kotel a získalo název Děvín-Kotel-Soutěska (s rozlohou 380 ha). V roce 1992, v souvislosti s novou kategorizací chráněných území, bylo převedeno do kategorie národní přírodní rezervace. V letech 2004–2005 se území rezervace stalo součástí ptačí oblasti Pálava a evropsky významné lokality Děvín v rámci systému Natura 2000. Vyhláškou MŽP č. 294/2020 Sb. byla národní přírodní rezervace přehlášena pod novým názvem Děvín a se zvětšenou rozlohou na 391 ha.

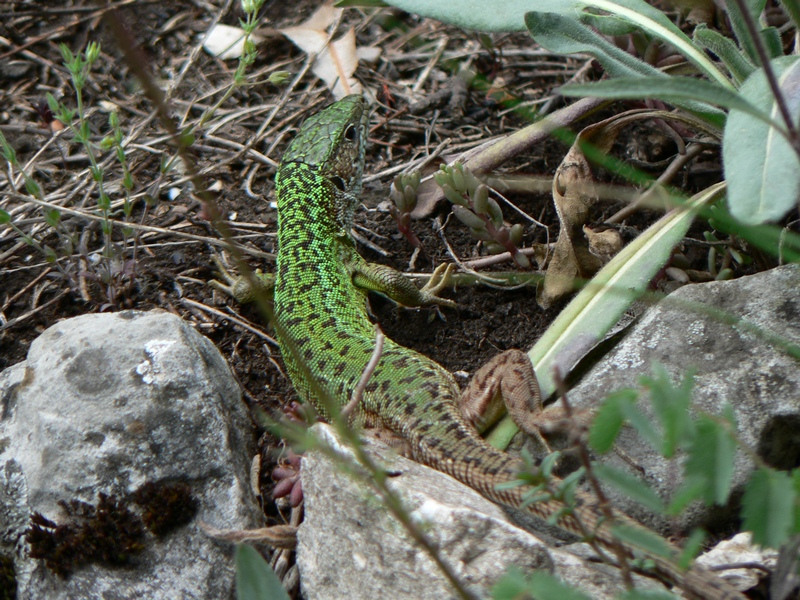
Samice ještěrky zelené

## Lesnictví
V roce 1876 se přistoupilo k umělému zalesňování, kdy na Kotli byla vysazována borovice černá (Pinus nigra), trnovník akát (Robinia pseudoacacia) a pajasan žláznatý (Ailanthus altissima). Na temeni Děvína byly zakládány jasanové porosty. Poslední zalesňování proběhlo v roce 1952. Koncem 19. století byla na Děvíně založena obora, ve které byli nejdříve daňci, které pak vystřídali mufloni a kozy bezoárové. Obora byla zrušena roku 1996 odstěhováním koz, zůstali zde mufloni, kterých v roce 2001 žilo na Děvíně téměř 100, o dvě desítky let později ke dvěma stům. Během roku 2019 se jejich stav podařilo snížit pod sto kusů. Zvěř v oboře narušovala půdní povrch, nejcennější plochy suchých trávníků a bránila přirozenému zmlazování dřevin. K cílům současného lesního hospodaření v rezervaci patří zejména odstranění nepůvodních dřevin, zvláště akátu a pajasanu.